# Boj o investituru

Jindřich IV. prosí Matyldu Toskánskou a opata Huga von Cluny o zprostředkování střetnutí s papežem Řehořem VII.

Boj o investituru  (latinsky Investicio – oblékat roucho, německy Der Investiturstreit) byl spor mezi církevní a světskou mocí, konkrétně papežem a císařem Svaté říše římské, o vliv na jmenování církevních hodnostářů, který probíhal na přelomu 11. a 12. století.

## Počátky sporu
Počátky sporu je třeba hledat v tzv. clunyjském hnutí, jehož reformní snahy vedly k tomu, že se papež Lev IX. a následně i Mikuláš II. postavili proti laické investituře (tj. dosazování církevních hodnostářů světskou mocí), což bylo pokládáno za simonii (tj. svatokupectví). Tento církevní postoj byl motivován snahou o získání praktické nezávislosti na světské moci.
Naopak panovníci v západní Evropě se snažili udržet systém, který jim umožňoval ovlivňovat církevní dění. Tato situace musela nutně vést ke sporu mezi církví a jednotlivými panovníky. Je třeba si uvědomovat, že jednotlivé strany byly natolik provázané a tedy nutně i nejednotné, že je nelze jednoznačně vymezit. Biskupové ve Svaté říši římské totiž jako říšská knížata zastávali i světské funkce a měli tak závazky jak vůči papeži, tak i císaři.

## Hlavní spor

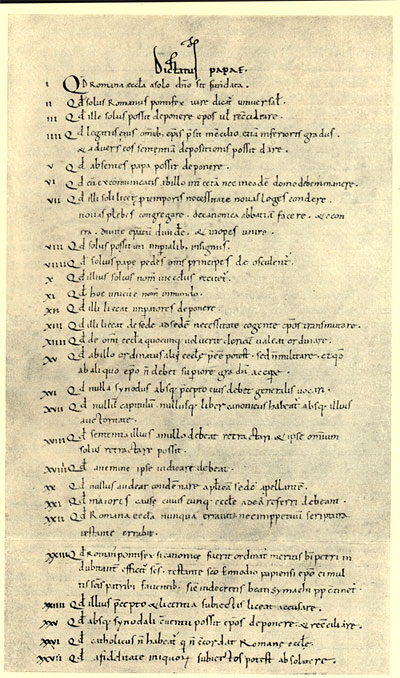
Dictatus papae vydaný papežem Řehořem VII. v roce 1075

Hlavní spor vypukl během pontifikátu papeže Řehoře VII., který v roce 1070 odmítl kandidáta krále Jindřicha IV. na pozici milánského arcibiskupa. Roku 1075 pak následně vydal tzv. „Dictatus papae“, v němž prosazoval požadavky církve. V tomto dokumentu papež mimo jiné požadoval výluční právo na jmenování a odvolávání biskupů a navíc též právo na odvolávání světských panovníků včetně císaře. Největší odpor k tomuto dokumentu se dal očekávat právě v římskoněmecké říši, protože císař Ota I. Veliký udělal z církve skutečnou oporu státní moci. Jindřich IV. svolal synodu německých biskupů, kde došlo k vypovězení poslušnosti Římu. Papež na toto reagoval tím, že Jindřicha IV. roku 1076 sesadil a exkomunikoval a jeho poddané zprostil jejich přísahy věrnosti tomuto římskoněmeckému králi. Jindřichovi hrozila reálná možnost, že jej říšská knížata přestanou respektovat a zvolí si nového krále. Rozhodl se proto pro smír a vykonal kajícnou cestu pěšky k papežovi do italské Canossy, kde prosil papeže o odpuštění.
Tímto dočasným smírem se však spor neurovnal a již roku 1080 propukl znovu, když Řehoř VII. vyhlásil, že biskupové budou voleni duchovenstvem a lidem, pod dohledem papeže. Proti tomuto se opět postavil Jindřich IV., což vedlo k jeho vzetí do klatby. Proti tomuto se Jindřich IV. bránil vojenskou silou a roku 1084 dobyl Řím. Papež požádal o pomoc Normany, kteří sice osvobodili Řím, ale protože se při pomoci papeži chovali obzvláště brutálně vůči obyvatelstvu, byl Řehoř VII. nucen opustit Řím i úřad. Jindřich IV. nechal zvolit Klimenta III. protipapežem. Poté spory na krátký čas utichly, k čemuž došlo patrně proto, že se papežové necítili dost silní na otevřený boj.
V německé politice nedošlo ke změně politiky ani po nástupu nového císaře Jindřicha V., který pokračoval ve stylu vlády svého otce.

## Řešení sporu

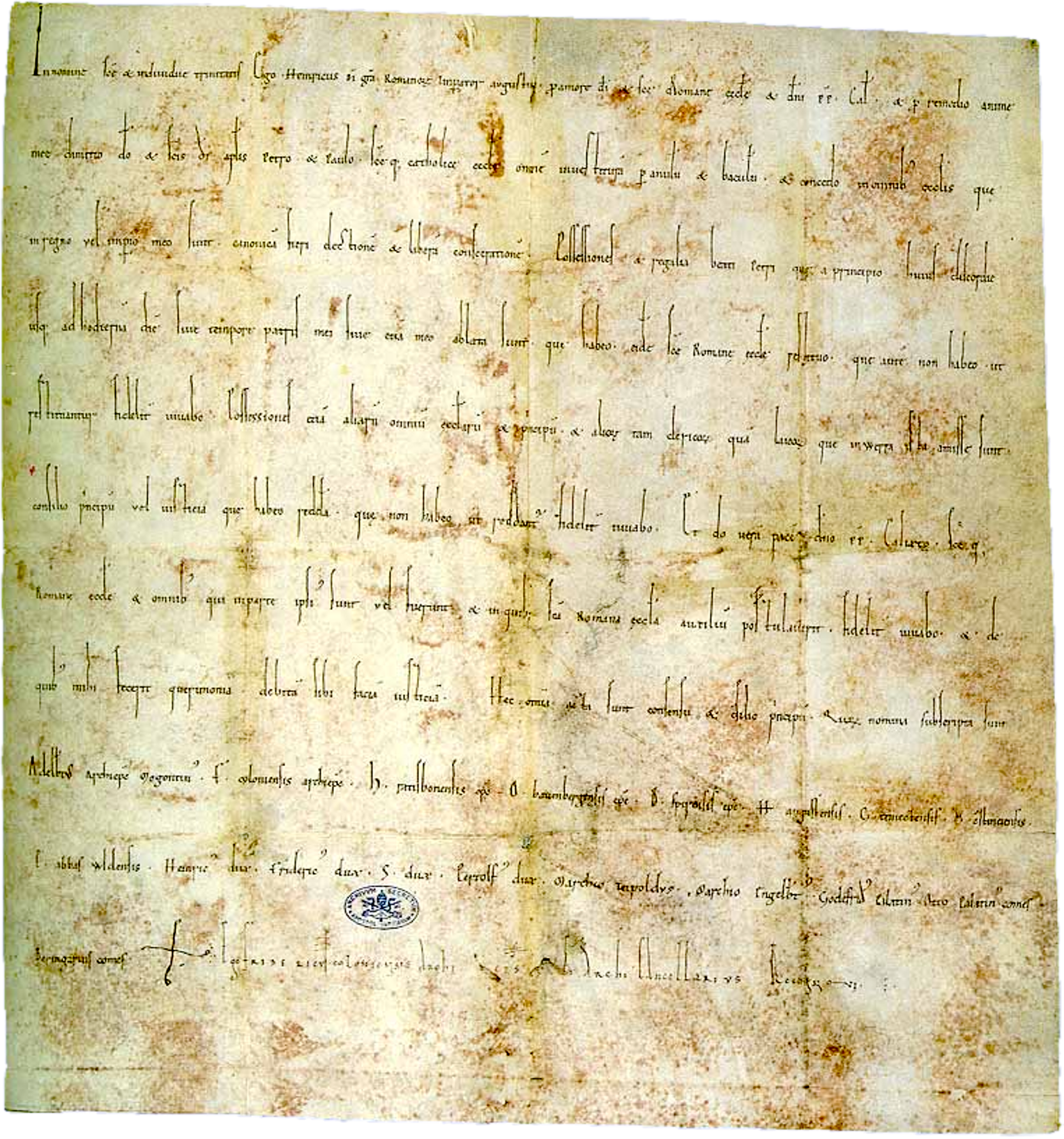
Wormský konkordát vydaný v roce 1122 urovnal spor mezi císařem a papežem

Nejprve se podařilo spor vyřešit ve Francii (1098), kde však provázanost nebyla příliš velká, následně i v Anglii (1107).
K prvnímu pokusu racionálně vyřešit spor s římsko-německou říší došlo roku 1111, kdy se Jindřich V. při cestě do Itálie setkal s papežem Paschalem II. Jindřich V. prohlásil, že je ochoten přijmout volbu biskupů církví za předpokladu, že mu církev vrátí všechen majetek, který od říše obdržela v léno. Rozhodl se tak pro reálnou politiku, kdy by církev ovlivňoval pomocí majetkových poměrů. Paschal II. s tímto nejprve souhlasil, ale pro odpor ostatních hodnostářů svůj souhlas odvolal. Poté ho Jindřich V. zajal a vynutil si uznání laické investitury. Paschal II. však při nejbližší příležitosti toto svolení odvolal a situace se tak vrátila do výchozího bodu.
Poté, co se novým papežem stal Kalixtus II. (1119), došlo k posunu v této otázce, z jeho podnětu byl v roce 1122 přijat tzv. Wormský konkordát, který urovnal existující spory. Císař se zřekl investitury a souhlasil s kanonickou volbou biskupů a opatů, papež souhlasil s císařovou přítomností u voleb a právem císaře volbu potvrzovat. Dále se dohodlo, že při jmenování biskupů bude císař předávat žezlo (jako znak světské moci, tzv. temporalia) a papež prsten a berlu (jako znak církevní moci, tzv. spiritualia). To prakticky znamenalo, že došlo (alespoň teoreticky) k oddělení církevní a světské moci a císař nadále dosazoval kněze jen do jejich světského úřadu. Na tomto systému nejvíce vydělala italská města. Znamenalo to praktický rozpad starého systému v římsko-německé říši, kdy se moc státu opírala o církev. Tato odluka byla oboustranně výhodným kompromisem, který umožnil ukončit spory.